# Máshol jársz
A Máshol jársz az Alvin és a mókusok együttes negyedik albuma. Az egyik legpopulárisabb lemez a "Jézusnak volt-e szakálla" óta. A tagcsereváltás kihat a lemezre. Igényes énektémák, felbukkan a női vokál. Kísérőhangszerek: cselló (Gabika), trombita. Feldolgozás: Pierrot: Telihold.

## Az album dalai
1. Ékszerész
2. Máshol jársz
3. Ki lesz az a nő
4. 1976
5. 21 múltam
6. Ez a nap
7. Egyszer
8. Nem érdekel
9. Szavazz rá!
10. Legszebb lány
11. Senki sem hibás
12. Telihold (Pierrot feldolgozás)